# Râul Vasău
Râul Vasău este un curs de apă, afluent al Râului Secu. 

## Hărți
- Harta Parcului Vânători-Neamț